# Kodre
Kodre är ett samhälle i Montenegro. Det ligger i den södra delen av landet. Kodre ligger 19 meter över havet och antalet invånare är 997.
Terrängen runt Kodre är kuperad åt nordväst, men åt sydost är den platt. Närmaste större samhälle är Ulcinj, 1,2 km väster om Kodre.